# Frank Craven
Frank Craven, född 24 augusti 1875 i Boston, Massachusetts, död 1 september 1945 i Beverly Hills, Los Angeles, Kalifornien, var en amerikansk skådespelare och dramatiker. Craven var först och främst en scenskådespelare. Han blev mest berömd som "the stage manager" i en Broadwayuppsättning av Thornton Wilders Vår lilla stad 1938. Han gjorde också rollen på film 1940.

## Filmografi (i urval)
- 1933 – Lyckans karusell
- 1935 – Barbarkusten
- 1936 – Storstaden lockar
- 1937 – Andy Hardy på vift
- 1940 – Mannen med järnnävarna
- 1940 – Vår lilla stad
- 1942 – Nattens ängel
- 1942 – I detta vårt liv
- 1943 – Den heliga lågan
- 1944 – My Best Gal